# Stokhorst

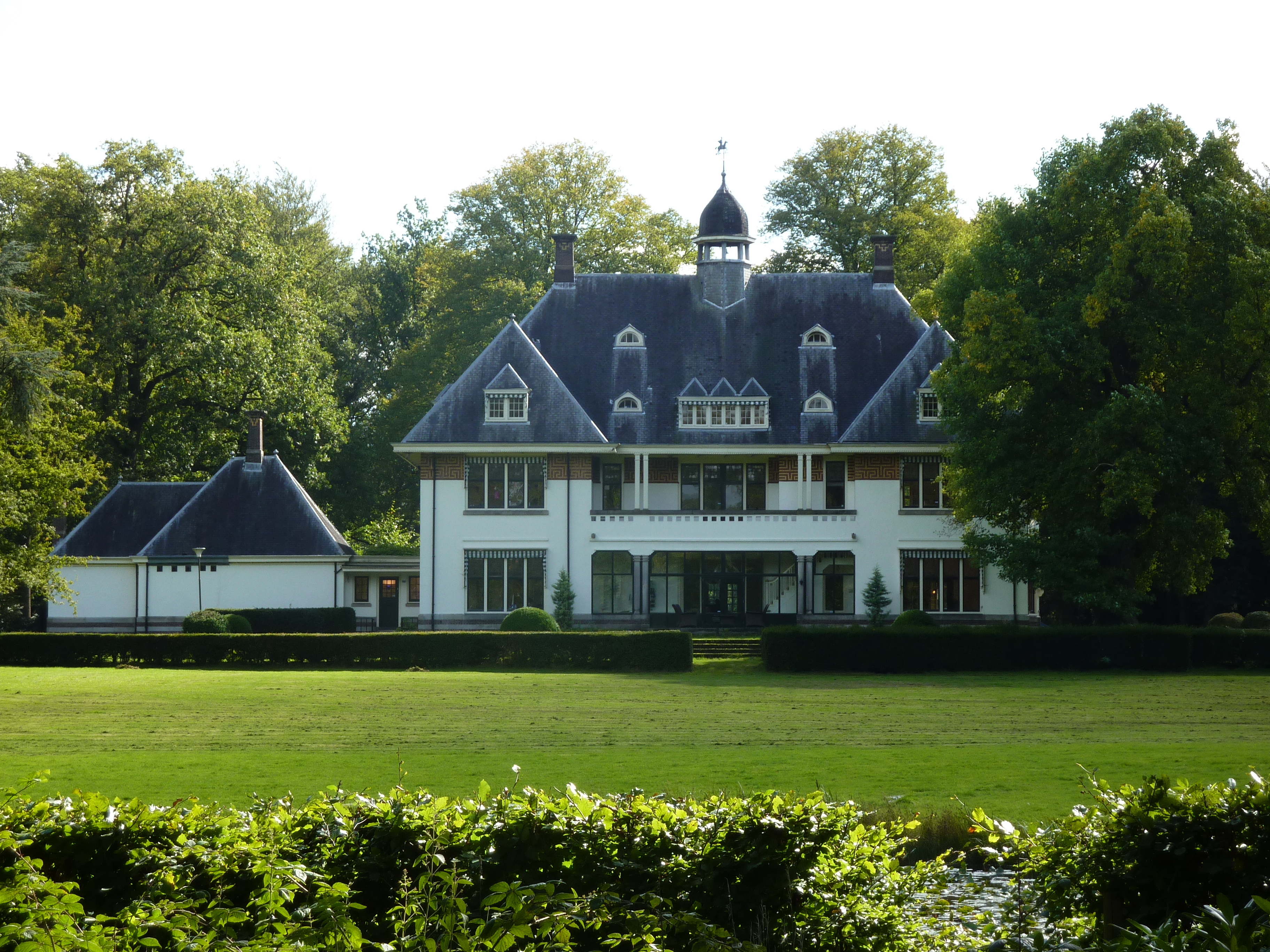
Het landhuis Stokhorst

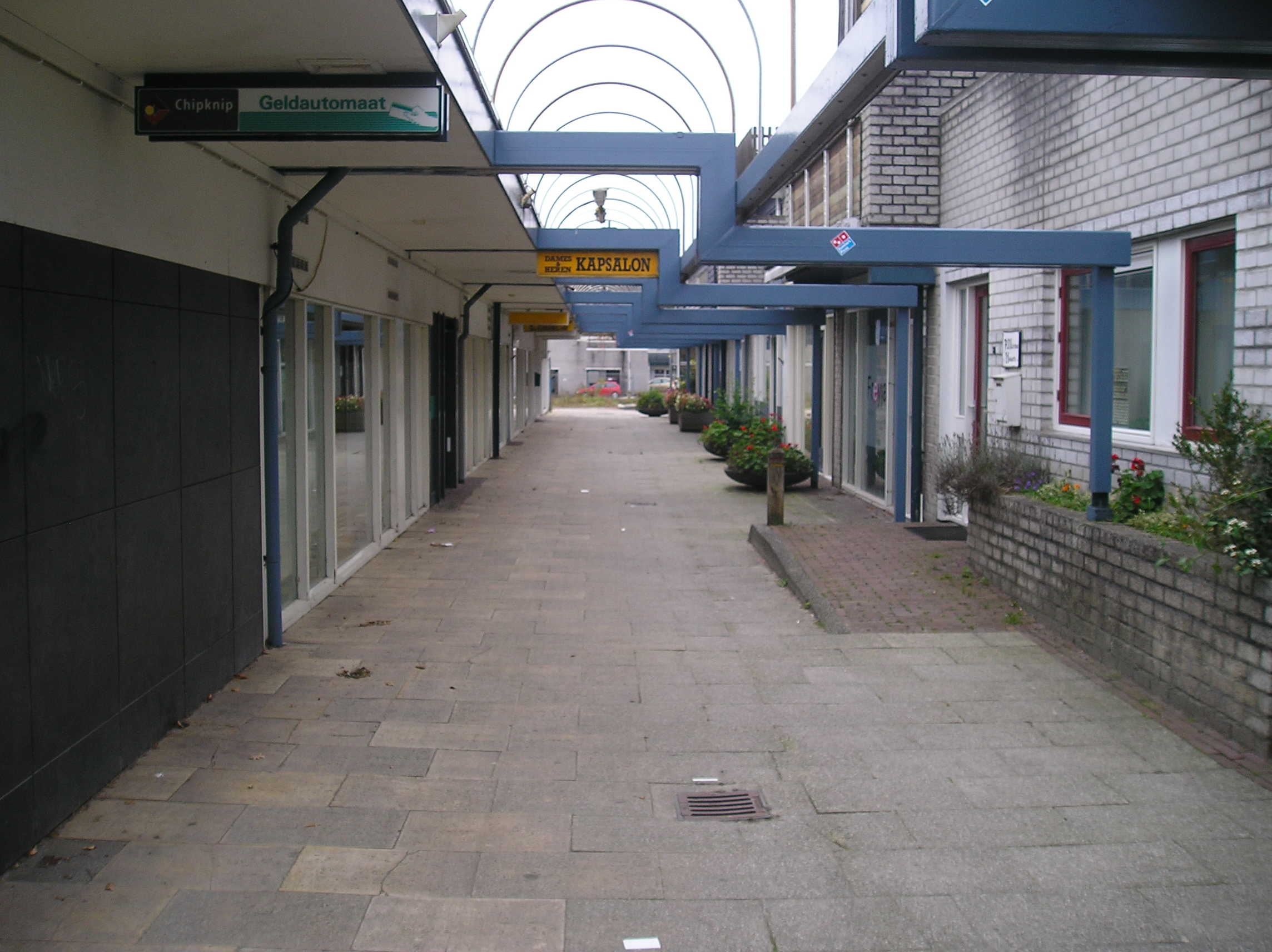
Deel van winkelcentrum Stokhorst (2012)

Stokhorst is een wijk in de stad Enschede en tevens een voormalige buitenplaats van textielfabrikanten.

## Algemeen
Stokhorst is gelegen in het noordoosten van de stad Enschede en kenmerkt zich door het voorhanden zijn van veel groen.
In de wijk staan voornamelijk eigendomswoningen.
De wijk bestaat uit verschillende delen. Zo is er het oudere gedeelte, Stokhorst Noord, met veelal riante villa’s, een de stadsgedeeltes met het hoogste inkomen per inwoner. Daarnaast is er een relatief modern gedeelte genaamd Park Stokhorst.
In Park Stokhorst is na 1970 in opdracht van Bouwfonds Nederlandse Gemeenten begonnen met de bouw van de eerste woningen. De woningen in deze wijk zijn zeer variërend in grootte (en prijsklasse).
Samen met ’t Ribbelt vormen Park Stokhorst en Stokhorst Noord het werkgebied van de wijkraad ’t Ribbelt. In dit werkgebied zijn diverse voorzieningen aanwezig.

## Sport & Recreatie
- Sportpark ‘Schreurserve’ wordt gebruikt door voetbalverenigingen s.v. Vosta en cvv Sparta.
- Sportpark ‘De Kroedkotten’ is het home van Tex Town Tigers (honk- en softbal).
- In wijkcentrum ‘t Volbert hebben schaakvereniging ‘Park Stokhorst’ en tafeltennisvereniging ’t Volbert hun speelavonden. Scouting ’t Volbert maakt gebruik van de schuren van deze voormalige boerderij.
- Naast wijkcentrum "'t Volbert" is sinds 1970 tennisvereniging TVVS gevestigd. De tennisvereniging is voortgekomen uit de in 1955 opgerichte bedrijfstennisvereniging van de Vredesteinfabriek. Dit is altijd nog te merken aan de officiële naam van de vereniging: Tennis Vereniging Vredestein Stokhorst.
- Aan de rand van de wijk, aan de Noord Esmarkerrondweg, ligt de bekende Stokhorstvijver. Doorgaans een gewilde plek voor vissers. In 2023 is de vijver echter grondig gerenoveerd, waardoor er dat jaar geen vissen in de vijver aanwezig waren. De vijver wordt verder gebruikt voor wandelingen en als ontmoetingsplaats door (vooral) jongeren.

## Cultuur
Het aanbod aan cultuur is gering. Naast de activiteiten in (het particuliere) wijkcentrum ’t Volbert worden activiteiten aangeboden in (het ‘Alifa’) buurtcentrum ‘de Kom’.

## Winkelcentra
Het winkelcentrum in dit gebied heet ‘Winkelcentrum Stokhorst’. Winkelcentrum Stokhorst werd in mei 2012 in het VPRO-programma De slag om Nederland verkozen tot 'lelijkste plek van Nederland'. Het winkelcentrum werd in de jaren daarna volledig gerenoveerd. 

## Wijkbladen
In dit gebied bestonden decennialang twee wijkbladen, die elkaar meer of minder overlapten. Wijkkrant ’t Ribbelt voor ’t Ribbelt en Op Stok voor Park Stokhorst. In januari 2000 zijn beide kranten onder de naam ‘Wijkkrant ’t Ribbelt’ samen verdergegaan.

## Basisschool
In de wijk Stokhorst is openbare basisschool Park Stokhorst gevestigd. Op de grens met 't Ribbelt ligt een tweede school, de Paus Joannesschool.